# Jeff Jackson
Jeffrey Neale Jackson (nascut el 12 de setembre de 1982) és un polític nord-americà, advocat i major de la Guàrdia Nacional de l'Exèrcit de Carolina del Nord. Demòcrata, va representar el districte 37 al Senat de Carolina del Nord del 2014 al 2022. Actualment és congressista electe per al districte 14 de Carolina del Nord.
El 2002, Jackson es va allistar a la Reserva de l'exèrcit dels Estats Units i va servir a la província de Kandahar durant la guerra de l'Afganistan. Ara serveix al Cos Jurídic amb la Guàrdia Nacional de l'Exèrcit.
Després de graduar-se a la facultat de dret, Jackson va treballar com a assistent del fiscal de districte al comtat de Gaston. És advocat a Womble Bond Dickinson.
El 25 de febrer de 2022, Jackson va anunciar que seria candidat a la Cambra de Representants dels Estats Units al nou 14è districte congressual de Carolina del Nord. Va guanyar les eleccions generals.

## Primers anys
Jackson va néixer el 12 de setembre de 1982. El seu pare, Nathan Jackson, és metge i la seva mare és infermera. Criat a Chapel Hill, Carolina del Nord, Jackson va obtenir una llicenciatura i un màster en filosofia a la Universitat d'Emory. També va obtenir un títol de doctor en dret a la Facultat de Dret de la Universitat de Carolina del Nord.

## Carrera professional i servei militar
Jackson es va apuntar a la Reserva de l'exèrcit dels Estats Units el 2002. Jackson treballa actualment com a litigador empresarial a Womble Bond Dickinson a Charlotte. Jackson també continua servint a la Guàrdia Nacional de l'Exèrcit de Carolina del Nord com a major al Cos Jurídic.
Abans d'unir-se al Senat estatal, Jackson va treballar com a fiscal al comtat de Gaston, Carolina del Nord. Va dimitir en entrar al senat, ja que la constitució estatal prohibeix servir com a funcionari electe i fiscal simultàniament.

## Senat de Carolina del Nord
Quan el senador Dan Clodfelter va dimitir per convertir-se en alcalde de Charlotte el 2014, la seva vacant al Senat de l'estat va haver de ser ocupada pels membres de la secció local del partit demòcrata. Jackson va buscar el càrrec, juntament amb tres altres candidats. De 49 vots, Jackson en va rebre 25, guanyant oficialment per un vot. Jackson també va ser escollit per reemplaçar Clodfelter com a candidat demòcrata a les eleccions generals de novembre de 2014. Com que cap altra persona es va postular per presentar-se contra Clodfelter per l'escó, Jackson es va presentar sense oposició durant un mandat complet de dos anys. Jackson va ser reelegit per al seu segon mandat complet el 2016, guanyant amb el 68% dels vots contra Bob Diamond.
Jackson va guanyar atenció nacional quan va ser l'únic legislador que es va presentar a la feina un dia de neu al febrer de 2015.
Dona suport a l'expansió dels programes d'educació infantil. El 2017, Jackson va presentar un projecte de llei per derogar la Llei de privadesa i seguretat de les instal·lacions públiques, també coneguda com HB2.
Segons l'antiga legislació de Carolina del Nord, les dones no podien revocar legalment el seu consentiment per tenir relacions sexuals una vegada que aquest acte hagi començat de manera consensuada, el que significa que, segons Jackson, Carolina del Nord era "l'únic estat del país on no, realment no vol dir no. ". Després de diversos anys de presentar un projecte de llei per tancar l'escletxa del consentiment, es va aprovar per unanimitat el 2019.
Jackson va afrontar la seva primera carrera competitiva el 2020. El seu districte s'havia redibuixat significativament i ara era un districte D+2, en el qual només s'esperaria que un candidat demòcrata guanyés per dos punts. Jackson va ser cridat al servei de la Guàrdia Nacional durant les últimes setmanes de la seva campanya, de manera que la seva dona, Marisa, va esdevenir la cara de la campanya durant les darreres setmanes. Jackson va vèncer a Nichols del 55% al 41%.

## Campanya pel Senat dels EUA de 2022
Diversos mitjans de comunicació van esmentar Jackson com a potencial candidat contra el titular republicà Richard Burr a les eleccions al Senat dels Estats Units de Carolina del Nord el 2016. Jackson es va negar a presentar-se i Burr va guanyar la reelecció. També va ser esmentat com un rival potencial de l'altre senador republicà de Carolina del Nord, Thom Tillis el 2020.
El 26 de gener de 2021, Jackson va anunciar que es presentaria per substituir el senador que es retirava, Richard Burr, a les eleccions al Senat dels Estats Units de Carolina del Nord de 2022. En el seu vídeo d'anunci de campanya, va anunciar que dirigiria una "campanya de 100 comtats" en la qual visitaria cadascun dels 100 comtats de Carolina del Nord. Es va informar que en les 48 hores després del seu anunci, la seva campanya havia recaptat més de 500.000 dòlars.
Jackson va recaptar més de 900.000 dòlars el tercer trimestre de 2021 i, en total, va recaptar més de 3 milions de dòlars des del moment en què va anunciar la seva candidatura el gener de 2021.
El 16 de desembre de 2021, Jackson va anunciar que suspendria la seva campanya i donaria suport a Cheri Beasley.

## Cambra de Representants dels EUA

### Eleccions

#### 2022
Després de la redistribució dels districtes electorals, Jackson va anunciar la seva candidatura a la Cambra de Representants dels Estats Units al nou 14è districte del Congrés de l'estat el 25 de febrer de 2022. El districte inclou la major part de la meitat sud del comtat de Mecklenburg, així com l'est del comtat de Gaston.
Jackson va guanyar les eleccions generals, derrotant el republicà Pat Harrigan i guanyant gairebé el 58% dels vots. Quan prengui el càrrec el 2023, serà el primer demòcrata blanc que representarà una part important de Charlotte en 70 anys. La major part de la part del comtat de Mecklenburg del 14è districte havia estat durant molt de temps part del 9è districte, les diverses permutacions del qual havien estat en mans republicanes des de 1953.

### Caucus dels quals és membre
- Nova coalició demòcrata[30]

## Vida personal
Jackson està casat amb Marisa, una directora de màrqueting. Tenen tres fills. El 2020, Jackson va ser nomenat un ' Charlotteans de l'any de la revista Charlotte.

## Història electoral
2022
| Partit | Partit           | Candidat     | Vots    | %    |
| ------ | ---------------- | ------------ | ------- | ---- |
|        | Partit demòcrata | Jeff Jackson | 148,738 | 57.7 |
|        | Partit republicà | Pat Harrigan | 109,014 | 42.3 |